# Węgorzyno
Węgorzyno (do 1946 niem. Wangerin) – miasto w Polsce położone w województwie zachodniopomorskim, w powiecie łobeskim, nad jeziorem Węgorzyno. Siedziba gminy miejsko-wiejskiej Węgorzyno.
Według danych z 31 grudnia 2009 miasto miało 3021 mieszkańców.
Ośrodek usługowy i wypoczynkowy; przemysł spożywczy i drzewny; przystań wodna.
Węgorzyno uzyskało lokację miejską w 1460.

## Położenie
Miasto jest położone nad zachodnim brzegiem jeziora Węgorzyno, natomiast na obszarze na wschód od miasta biegnie struga Golnica, która przepływa przez Połchowski Staw hodowli ryb.
Według danych z 1 stycznia 2010 powierzchnia miasta wynosiła 6,85 km².
W latach 1946–1998 miasto administracyjnie należało do województwa szczecińskiego.

## Historia

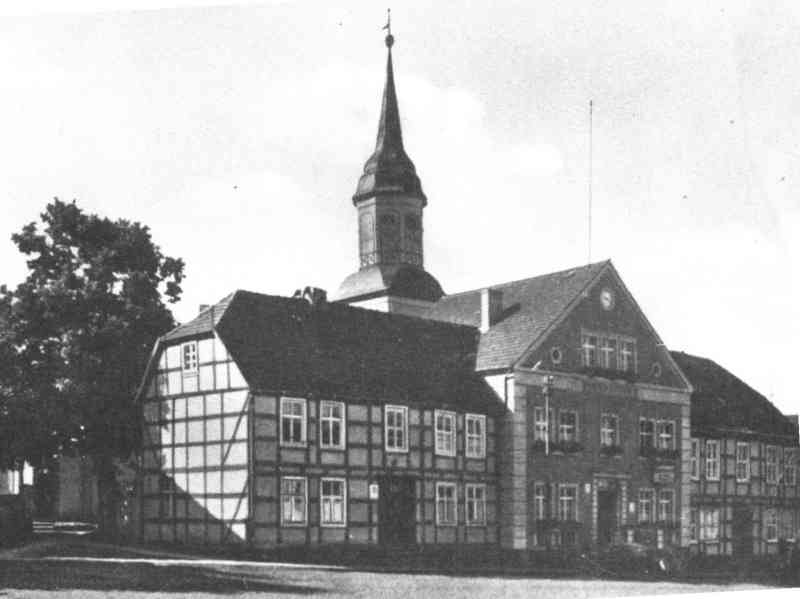
Węgorzyno we wczesnym XX wieku

Obszar został włączony do państwa polskiego przez Mieszka I ok. 967 roku. W X–XII w. gród słowiański, obok powstała osada rolniczo-rybacka; od XIV w. własność rodu Borków, którzy przed 1348 rokiem wznieśli tu zamek; w pobliżu miasto lokowane w 1460. Do 1637 znajdowało się pod zwierzchnictwem książąt pomorskich, od 1648 Brandenburgii; dzieliło losy polityczne Pomorza Zachodniego. Od XVIII w. rozwinęło się rzemiosło stolarskie i kowalstwo, od XIX wieku nastąpił rozwój drobnego przemysłu. W 1877 Węgorzyno uzyskało połączenie kolejowe.
W czasie II wojny światowej Niemcy utworzyli w mieście podobóz pracy przymusowej obozu jenieckiego Stalag II D.

## Odkrycia archeologiczne
- W Węgorzynie znaleziono sztylet nordyjski z epoki brązu, jeden z dwóch takich zabytków odkrytych w Polsce[10].

## Demografia
| Dane historyczne | Dane historyczne | Dane historyczne |
| Rok              | Ludność          | Zm., %           |
| ---------------- | ---------------- | ---------------- |
| 1871             | 2611             | –                |
| 1880             | 2709             | 3,8%             |
| 1890             | 2622             | −3,2%            |
| 1900             | 2571             | −1,9%            |
| 1910             | 2747             | 6,8%             |
| 1925             | 2936             | 6,9%             |
| 1950             | 1225             | −58,3%           |
| 1960             | 1818             | 48,4%            |
| 2010             | 3005             | 65,3%            |
| [ 11 ] [ 12 ]    |                  |                  |

- Piramida wieku mieszkańców Węgorzyna w 2014 roku[1].

## Transport
W mieście krzyżują się droga krajowa z wojewódzką:
- droga krajowa nr 20 (Stargard – Węgorzyno – Szczecinek – Gdynia)
- droga wojewódzka nr 151 (Świdwin – Węgorzyno – Recz – Gorzów Wielkopolski)

Przez miasto przebiega też dwutorowa linia kolejowa nr 210 (Chojnice – Runowo Pomorskie). W październiku 2019 linią kursowały 4 pary pociągów regionalnych relacji Szczecin – Szczecinek i 1 para pociągów regionalnych relacji Runowo Pomorskie – Szczecinek.

## Administracja
Miasto jest siedzibą gminy miejsko-wiejskiej. Mieszkańcy Węgorzyna wybierają do swojej rady miejskiej 6 radnych (6 z 15). Pozostałych 9 radnych wybierają mieszkańcy terenów wiejskich gminy Węgorzyno. Organem wykonawczym jest burmistrz. Siedzibą władz jest ratusz przy Rynku.
Burmistrzowie Węgorzyna:
- Stanisław Jan Konarski (2002–2006)[15]
- Grażyna Cecylia Karpowicz (2006–2010)
- Monika Kuźmińska (2010–2024)
- Krzysztof Gwóźdź (od 2024)

Mieszkańcy Węgorzyna wybierają parlamentarzystów z okręgów z siedzibą komisji wyborczej w Szczecinie, a posłów do Parlamentu Europejskiego z okręgu wyborczego nr 13.

## Zabytki
- Kościół Wniebowzięcia NMP – zbudowany został z kamienia narzutowego w XV w. Był wielokrotnie przebudowywany (m.in. w 1593 r. oraz w latach 1705-1715). Wzniesiona w 1750 r. ryglowa wieża nie zachowała się; istniejąca obecnie - została zbudowana kilka lat temu. Wnętrze świątyni obiegają z trzech stron drewniane, renesansowe empory (poważnie uszkodzone w czasie II wojny światowej zostały obecnie odtworzone).
- Ratusz – budowla murowana, dwukondygnacyjna, ze środkowym pseudoryzalitem ozdobionym biforium
- Pomnik Żołnierza Polskiego – zaprojektowany przez Sławomira Lewińskiego został odsłonięty (jak głosi napis) "W dwudziestą rocznicę odzyskania Ziem Nadodrzańskich". Według pierwotnych koncepcji monument miał stanowić część pomnika na cmentarzu wojennym w Siekierkach.
- Grodzisko z XII-XIII w. w kształcie ściętego stożka o wysokości ok. 10 m i średnicy majdanu ok. 20 m.
- Głaz narzutowy na cmentarzu upamiętniający Friedricha Ludwiga Jahna – teoretyka gimnastyki
- Wzgórze Żalnik z zachowanymi pozostałościami starego cmentarza. Ze Wzgórza rozciąga się widok na jezioro Węgorzyno.
- Cmentarz żydowski w Węgorzynie

Wybrane zabytki miasta
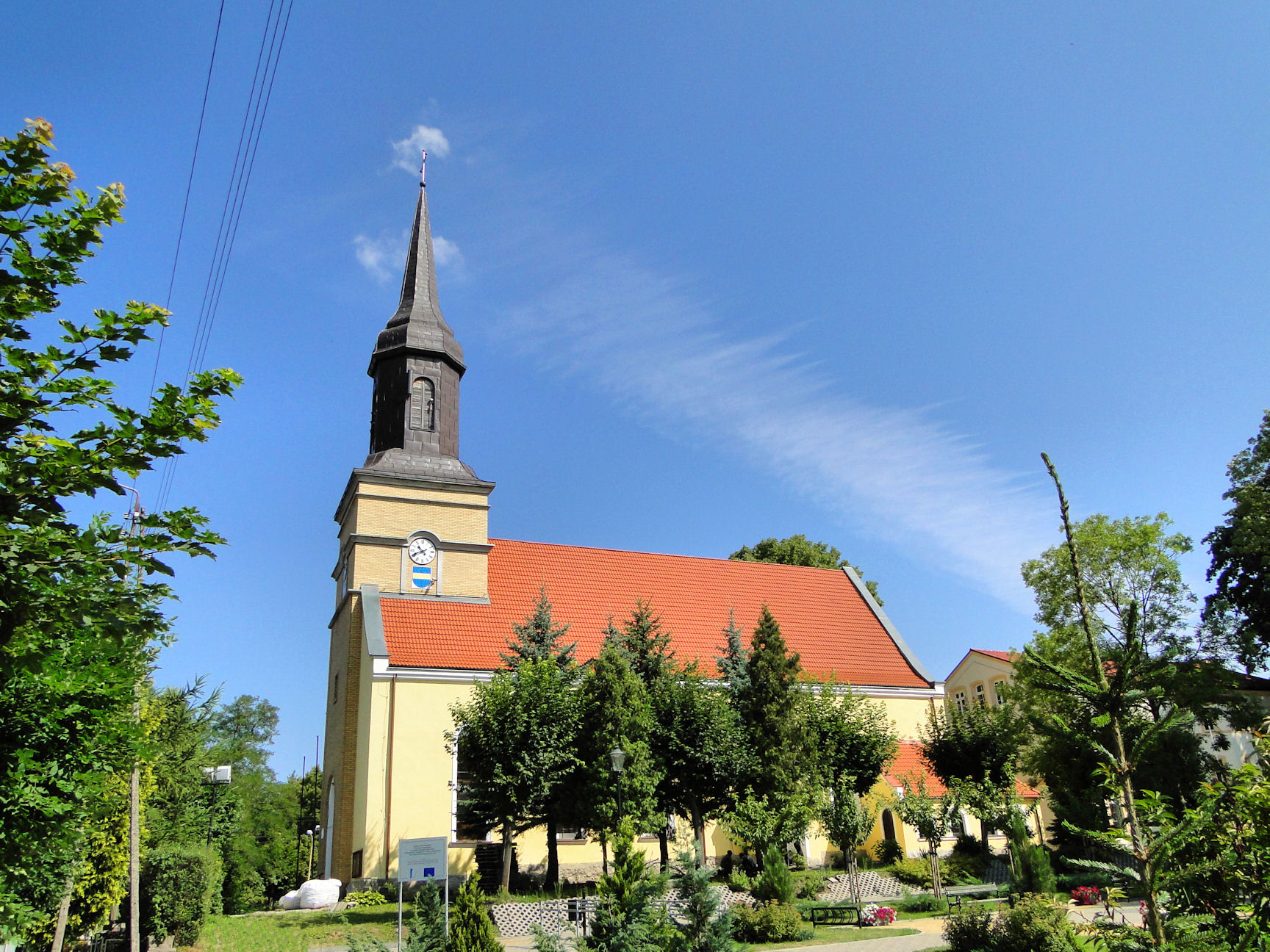
Kościół Wniebowzięcia Najświętszej Maryi Panny
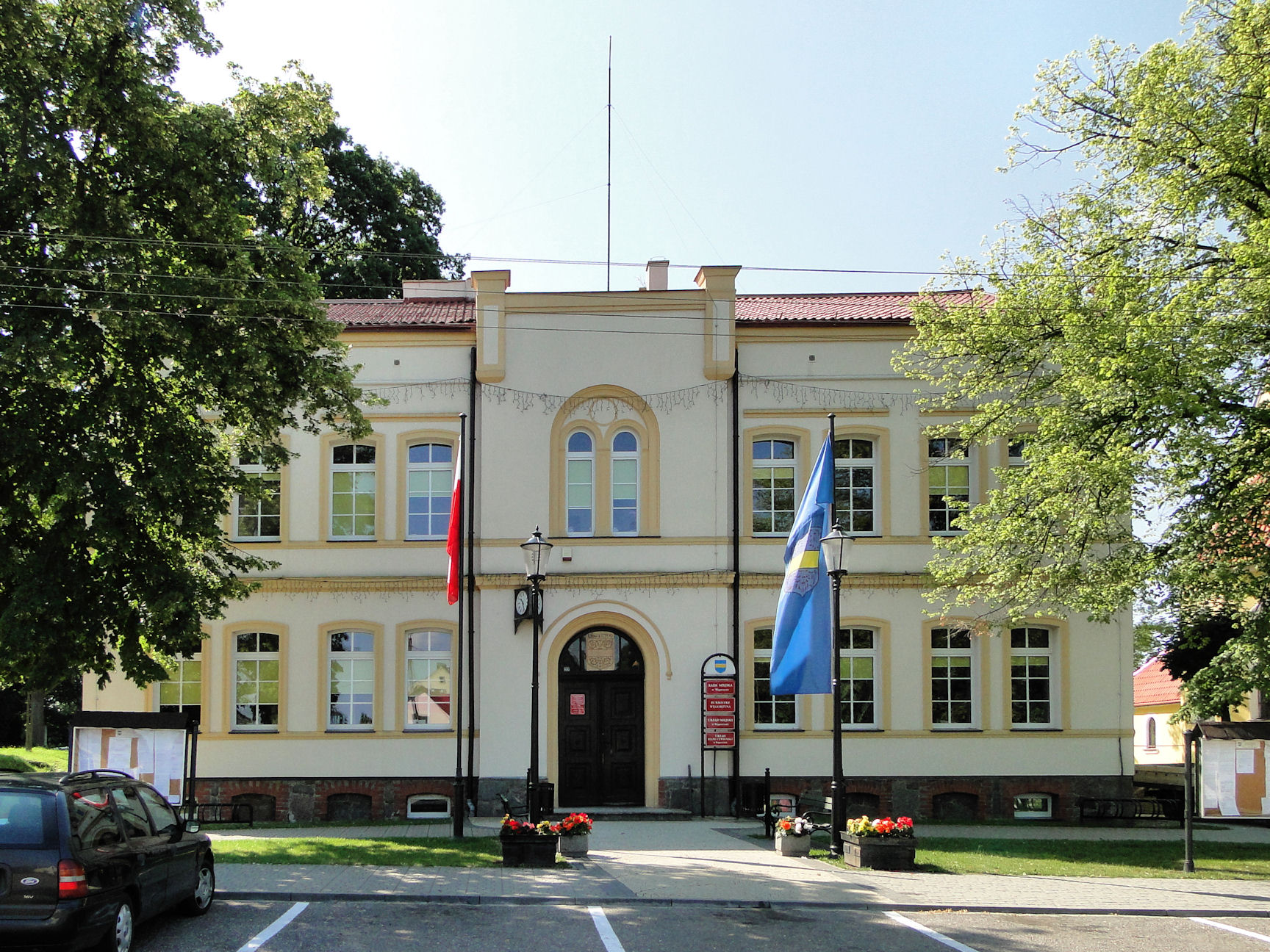
Ratusz
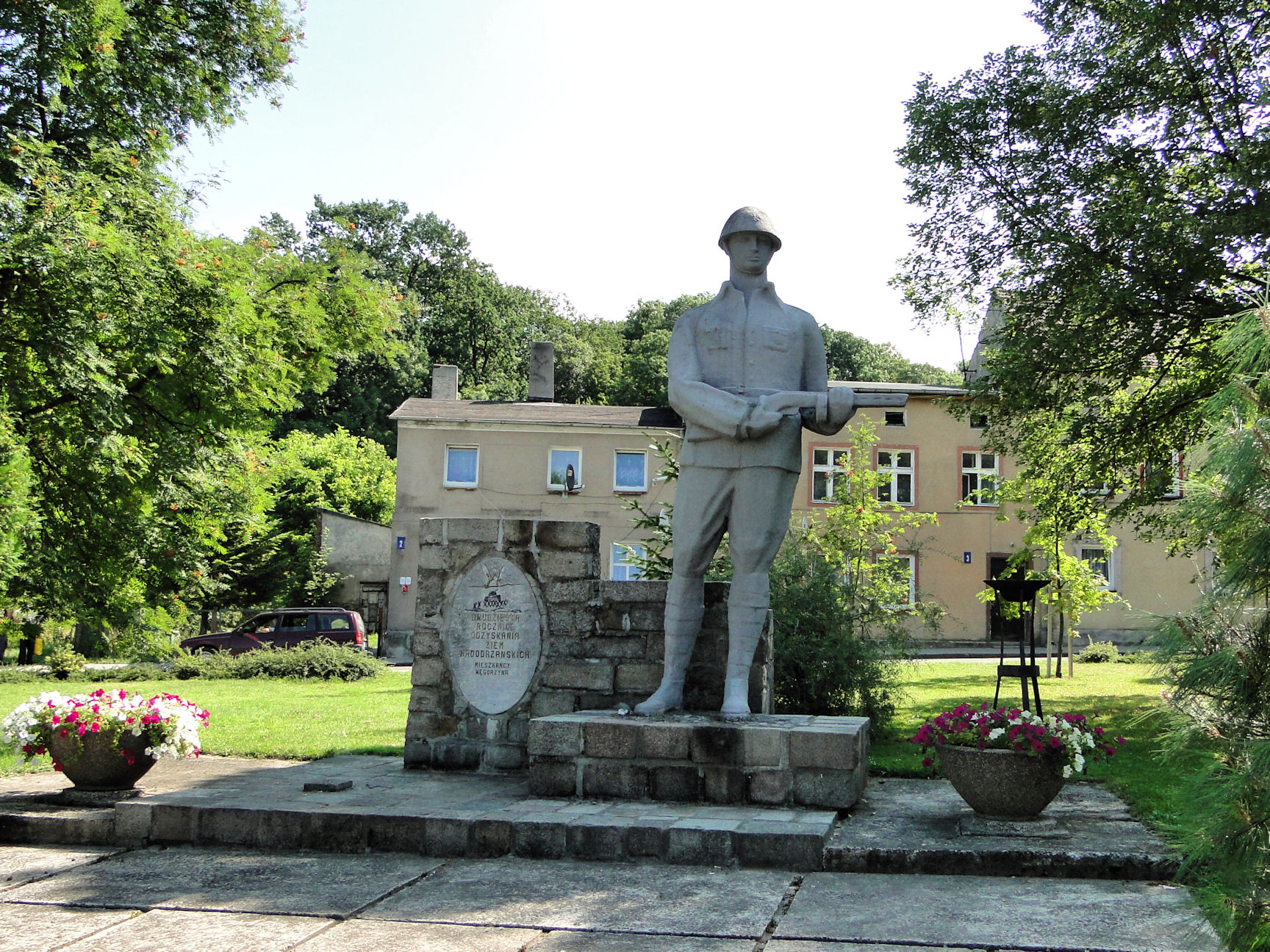
Pomnik Żołnierza Polskiego
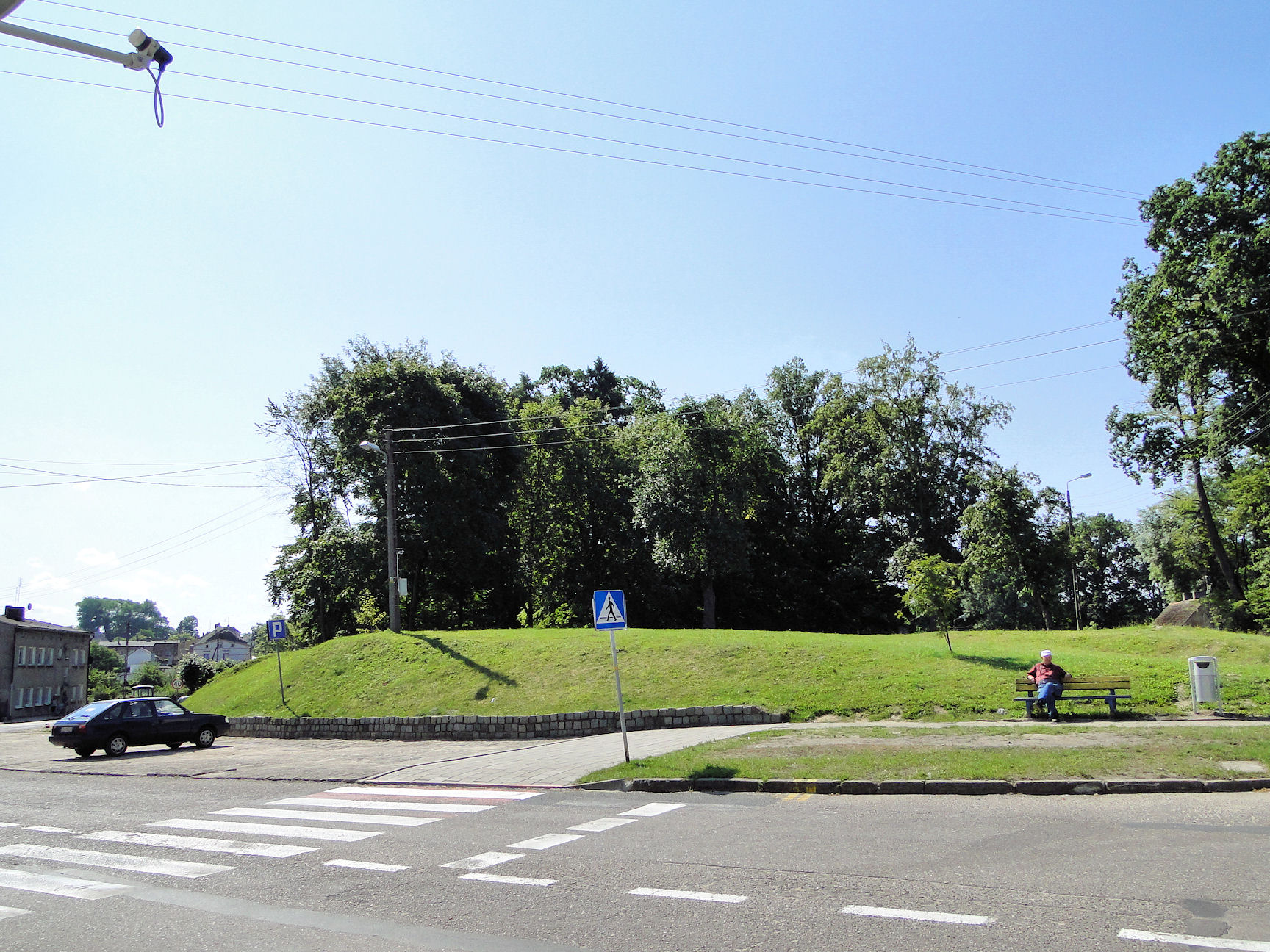
Grodzisko

## Wspólnoty wyznaniowe
Kościół rzymskokatolicki: 
- parafia Wniebowzięcia Najświętszej Maryi Panny

## Sport
Od 1949 w mieście funkcjonuje klub piłkarski LKS Sparta Węgorzyno. W sezonie 2015/2016 klub zajął II miejsce w szczecińskiej klasie okręgowej i awansował do IV ligi.

## Osoby urodzone lub związane z Węgorzynem
- Beata Afeltowicz (ur. 1971) – polska językoznawczyni.
- Dariusz Maciąg (ur. 1965, zm. 2008) – generał brygady pilot Wojska Polskiego.
- Joachim Christian Timm (ur. 1734; zm. 1805) – niemiecki farmaceuta, burmistrz Malchin, uważany za pioniera nowoczesnej botaniki w Niemczech.
- Sławomir Wojciechowski (generał) (ur. 1963) – generał Wojska Polskiego; doktor nauk o bezpieczeństwie.
- Christoph Friedrich Berend von Borcke (ur. 1689, zm. 1770) — pruski starosta (Landrat), który od około 1722 aż do śmierci kierował powiatem Borcków na Pomorzu Zachodnim.